# Прочь
«Прочь» (англ. Get Out) — американский психологический фильм ужасов режиссёра Джордана Пила, ставший его дебютной кинолентой. Сюжет построен вокруг межрасовой пары, посетившей таинственное имение родителей девушки. Главные роли исполнили Дэниел Калуя и Эллисон Уильямс.
Премьера фильма состоялась 24 января 2017 года на кинофестивале Сандэнс, а 24 февраля он был выпущен в США. Премьера в России прошла 11 мая 2017 года.
Фильм был удостоен премии «Оскар» за лучший оригинальный сценарий (Джордан Пил), а также номинирован в трёх номинациях: лучший фильм, лучший режиссёр (Джордан Пил) и лучшая мужская роль (Дэниел Калуя). Также номинирован на «Золотой глобус» в категориях «Лучший фильм — комедия или мюзикл» и «Лучшая мужская роль — комедия или мюзикл» (Дэниел Калуя).

## Сюжет
Поздним вечером во время прогулки темнокожий молодой человек по имени Андре Хейворт был похищен неизвестным после разговора со своей девушкой по мобильному телефону.
Несколько месяцев спустя темнокожий фотограф Крис Вашингтон и его белая девушка Роуз Армитаж отправляются в поездку для встречи с её родителями, нейрохирургом Дином и психиатром Мисси. Роуз говорит, что, хотя у неё никогда не было темнокожего парня ранее, она уверена, что её семья это будет приветствовать. Во время пути сидящая за рулём Роуз сбивает неожиданно появившегося на дороге оленя. Прибывшая полиция проверяет документы девушки, после чего требует их у Криса. Несмотря на то, что Крис с готовностью протягивает документы, Роуз останавливает его и после короткого препирательства полицейский отпускает их. В доме с Крисом знакомятся родители Роуз и её брат Джереми. Поначалу Крису всё кажется нормальным, однако совсем скоро он замечает необычное поведение садовника Уолтера и экономки Джорджины, также являющихся темнокожими. Ночью Крис разговаривает с Мисси о своей матери, которая умерла в результате автоаварии, когда ему было одиннадцать. Во время беседы Мисси с помощью гипноза вводит Криса в паралитическое состояние и отправляет его сознание в пустоту, которую она называет «погружением». Утром Крис просыпается в постели и считает произошедшее ночью сном, но позже осознаёт, что Мисси действительно применила гипноз, заставив его бросить курить.
В поместье Армитаж приезжают гости на ежегодные встречи, где различные пожилые белые пары проявляют сверхвысокий интерес к Крису. Тот встречает темнокожего гостя Логана Кинга, причудливое поведение которого его беспокоит. Он разговаривает по телефону со своим лучшим другом, сотрудником Администрации транспортной безопасности Родом, которому он рассказывает о своём гипнозе и необычном поведении людей. Позже он украдкой фотографирует Логана своим телефоном, однако вспышка камеры вызывает у того кровотечение из носа и истерику с криками, адресованными Крису: «Убирайся прочь!». Дин утверждает, что Логан перенёс эпилептический приступ, к чему Крис отнёсся скептически. Крис и Роуз отправляются на прогулку, во время которой он просит её уехать с ним, на что та соглашается. Пока они готовятся к отъезду, Дин проводит таинственный аукцион с изображением Криса, а слепой торговец Джим Хадсон делает выигрышную ставку.
Собирая вещи, Крис отправляет Роду фотографию Логана, на которой тот узнаёт Андре Хейворта, своего бывшего знакомого. Чуть позже Крис находит десятки фотографий Роуз, на которых обнаруживает, что она состояла в отношениях со многими темнокожими людьми, включая Уолтера и Джорджину. Встревоженный, Крис говорит ей, что им нужно немедленно уходить, но Роуз и её семья воспрепятствуют этому. Крис пытается сбежать, однако гипноз Мисси парализует его. Тем временем Род обеспокоен, что Крис до сих пор не вернулся и не отвечает на телефонные звонки; также он устанавливает, что Андре Хейворт пропал несколько месяцев назад. Он обращается в полицию, однако детективы высмеивают его предположения.
Крис приходит в себя, привязанный к стулу. Видео, которое он просматривает по телевизору, объясняет метод псевдобессмертия семьи, при котором Дин переносит мозги своих пожилых друзей в тела более молодых темнокожих людей, выбранных Роуз и гипнотически обработанных Мисси. Джим Хадсон хочет использовать Криса в качестве хозяина, чтобы тот мог вернуться, а Крис обречён существовать в «погружении» до конца своей жизни. Когда Крис спрашивает: «Почему тёмные люди?», Джим говорит, что они в настоящее время «в моде». Увидев, что из-под обивки подлокотников кресла проступает вата, Крис затыкает ею уши, блокируя гипнотические команды. Когда появляется Джереми, Крис наносит ему сильный удар по голове, затем он убивает Дина рогами чучела оленя. Мисси не успевает загипнотизировать Криса и также погибает от ножевого ранения. На выходе из дома его неожиданно атакует Джереми, после чего Крис окончательно добивает последнего.
Крис садится в первую попавшуюся машину и собирается уехать, однако сбивает Джорджину. Он забирает её с собой, чувствуя вину за то, что не смог когда-то помочь своей матери. Выясняется, что Джорджина тоже жертва операции: в её теле — бабушка Роуз. Джорджина приходит в себя, нападает на Криса и провоцирует аварию, в которой погибает. Роуз догоняет их и стреляет в Криса, но промахивается. Тогда ей на помощь приходит Уолтер, в теле которого находится дедушка Роуз. Крис использует вспышку камеры своего телефона, чтобы освободить реальную личность внутри Уолтера. Уолтер берёт винтовку Роуз и стреляет в неё, а затем кончает жизнь самоубийством. Крис начинает душить Роуз, но не может заставить себя убить её. В это время подъезжает полицейская машина. Роуз зовёт на помощь, надеясь, что Криса будут считать атакующим, однако водителем оказывается Род. Он и Крис уезжают, оставляя Роуз умирать от огнестрельной раны.

## В ролях
- Дэниел Калуя — Крис Вашингтон
- Эллисон Уильямс — Роуз Армитаж
- Кэтрин Кинер — Мисси Армитаж, мать Роуз
- Брэдли Уитфорд — Дин Армитаж, отец Роуз
- Калеб Лэндри Джонс — Джереми Армитаж, брат Роуз
- Маркус Хендерсон[англ.] — Уолтер, садовник семьи Армитаж
- Бетти Гэбриел — Джорджина, экономка
- Лакит Стэнфилд — Андре Хейворт / Логан Кинг
- Стивен Рут — Джим Хадсон
- Лил Рел Хауэри — Род Уильямс, друг Криса
- Эрика Александер — детектив Латойя
- Эшли Леконте Кэмпбелл — Лисса Дитс
- Джон Уилмот — Гордон Грин
- Карен Л. Ларки — Эмили Грин
- Джули Энн Доан — Эйприл Дрэй
- Рутерфорд Крейвенс — Паркер Дрэй
- Джеральдин Сингер — Филомена Кинг

## Съёмки и влияние
Съёмочный период начался 16 февраля 2016 года и продолжался 23 дня в Алабаме. В течение трёх недель съёмки проводились в Фэрхоупе, затем — в Мобиле.
Голубые титры «Get Out» отсылают к фильму Кубрика «Сияние». Открывающая сцена — «вывернувший наизнанку» идею об идеальном белом пригороде оммаж «Хэллоуину» (1978) Джона Карпентера. По словам Пила, эпизод с таинственным Porsche схож по стилистике с фильмами Спилберга «Челюсти» (1975) и «Дуэль» (1971), также он упоминает «Кристину» (1983) Карпентера. Сцена тура по дому снята под влиянием «Сияния». Первое появление Джорджины Пил сравнивает с появлением близняшек в «Сиянии» или Ганнибала Лектера в «Молчании ягнят» (1991). Из-за Джорджины Пил часто описывает «Прочь» как смесь «Степфордских жен» (1975) и «Прислуги» (2011). Сцена, где Уолтер бежит на Криса, вдохновлена фильмом Хичкока «На север через северо-запад» (1959). Сцену гипноза Криса Пил сравнивает с «анализом» Лектером Клариссы Старлинг в «Молчании ягнят». Пил сравнивает Рода с шерифом из «Мизери» (1990) и Холлораном из «Сияния». Пил хотел, чтобы сцена, где готовый к операции Джим Хадсон рассказывает Крису по телевизору о плане, выглядела как сцена из «Матрицы» (1999), где Морфеус объясняет, что такое матрица.
У фильма помимо прокатной версии существует две альтернативные концовки, одну из которых Пил не снял полностью, сценарий первого существует только в черновиках, где Род спустя несколько недель поисков, обнаруживает Криса в доме, глядящим бесцельно на свое отражение в окне. На обращение Рода, пропавший человек не узнает своего приятеля и говорит: «Уверяю вас, я не знаю, о ком вы говорите».
Во второй альтернативной концовке, приезжает полицейская машина и Криса задерживают двое полицейских, главный герой попадает в окружную тюрьму. Род при посещении в тюрьме пытается вытащить его, расспрашивая обо всем, что произошло во время его пребывания в доме Армитажа: — Крис, мне действительно нужно… — начинает Род, прежде чем Крис его перебивает. Я в порядке, — говорит он Роду. — Я остановил это. Крис выглядит безжизненным и побежденным, когда вешает трубку и его ведут обратно в камеру.
Для композитора Майкла Эбелса эта работа стала дебютной в кино.